# Мёрдок, Джордж Питер
Джо́рдж Пи́тер Мёрдок (англ. George Peter Murdock, 11 мая 1897, Мериден, штат Коннектикут, США — 29 марта 1985, Девон, штат Пенсильвания) — американский антрополог, основатель школы кросс-культурных исследований.
Член Национальной академии наук США (1964).

## Детство и юность
Джордж Мёрдок родился в Меридене (штат Коннектикут) в семье потомственных фермеров. Будучи подростком, Мёрдок много работал на семейной ферме и приобрёл большой опыт ведения традиционного, немеханизированного сельского хозяйства. В 1915 году он окончил Академию Филлипса в Эксетере и получил степень бакалавра по специальности «Американская история» в Йельском университете. Затем он поступил в Гарвардский юридический колледж, но покинул его, не проучившись и двух лет, ради совершения кругосветного путешествия. Эта поездка (1920—1922 годы), в значительной мере инспирированная известным йельским профессором Альбертом Келлером, пробудила в молодом учёном интерес к традиционным культурам и побудила приступить к изучению антропологии в Йеле. Йельская антропологическая школа имела традиционную эволюционистскую направленность, идущую от Самнера с примесью исторического партикуляризма, которого придерживался Франц Боас, видный антрополог, профессор Колумбийского университета. Боас отказался принять Мёрдока на кафедру антропологии Колумбийского университета как дилетанта, после чего Мёрдок поступил в аспирантуру Йельского университета.

## В Йельском университете
В 1925 году Мёрдок защитил докторскую диссертацию, представив на защиту сокращённый перевод на английский язык и критический анализ работы Юлиуса Липперта «Kulturgeschichte der Menschheit in ihrem organischen Aufbau». В первой половине 1930-х Мёрдок вёл сбор этнографического материала среди индейцев хайда и тенайно северо-востока США. В 1938 году возглавил кафедру антропологии Йельского университета. Годом ранее Мёрдок опубликовал свою первую статью, посвящённую количественному анализу в кросс-культурных исследованиях («Correlations of matrilineal and patrilineal institutions»).
Примерно к 20-м годам XX века, благодаря работам Боаса и его сторонников, во всей мировой антропологии (за исключением, естественно, советской) эволюционизм как антропологическая теория был разгромлен. Однако Мёрдок (под влиянием Келлера) некоторое время сохраняет эволюционистские взгляды. Однако уже в первых исследованиях Мёрдок придерживается эмпирического метода в антропологии, собирает данные об отдельных культурах и подвергает их статистическим тестам. В Йеле он с группой единомышленников начинает создавать базу данных по мировым культурам. После аспирантуры Мёрдок два года преподаёт в Университете Мериленда, а потом снова оказывается в Йельском Университете в должности доцента.
В годы Второй мировой войны Мёрдок убедил командование ВМС США, что его знания могут оказаться полезными в борьбе с Японией. Он вместе с двумя коллегами был направлен в исследовательский центр ВМФ, где они подготовили ряд справочников, касающихся обычаев и культуры народов Океании. Справочники использовались для установления дружеских взаимоотношений между американскими военнослужащими и коренным населением островов, где располагались американские базы. Цель эта во многом была достигнута, так воинственные в целом папуасы относились крайне миролюбиво к американцам, называя их «братьями наших матерей». Во время войны Мёрдок получил офицерское звание и ещё год после её окончания служил в американской администрации на оккупированной Окинаве. В эти годы сложился его интерес к народам Микронезии, исследования в которой он спорадически продолжал до 1960 года. Известно также, что Мёрдок сотрудничал с американскими спецслужбами, в особенности тесно после войны.
В 1949 году Мёрдок издал свою наиболее известную работу — «Социальная структура» («Social structure»). В ней на основе математической обработки огромного этнографического материала были сделаны ценные выводы, касающиеся эволюции семейных отношений, счёта родства и организации элементарных социальных групп. Эта работа сразу привлекла к себе внимание научного мира, которое не ослабевает и по сей день (самый высокий (с большим отрывом) индекс цитирования в литературе по кросс-культурным исследованиям).
Одновременно Мёрдок начал работу по систематизации в формализованном виде данных обо всех этнографически описанных народах в рамках программы «Human relations area files» (HRAF). К 1973 году была накоплена информация о 1267 народах мира. В 1969 году Мёрдок и Дуглас Уайт (англ.) положили начало «Стандартной кросс-культурной выборке» («Standard cross-cultural sample», англ.), состоящей из 186 тщательно отобранных культур по всему миру и изначально не ограниченной каким-либо числом параметров. «Стандартная кросс-культурная выборка» оказала заметное влияние на развитие современной социально-культурной антропологии.
Следующей после «Социальной структуры» крупной монографией Мёрдока стала книга «Африка: Её народы и история их культуры». В обстановке царившего тогда в антропологии культа полевых исследований, книга учёного, не написавшего дотоле никаких трудов по африканистике и бывшего, как он сам признаётся «в Африке всего трижды, общей сложностью 25 дней», вызвала яростную критику африканистов. Кроме того, Мёрдок применял также лингвистические методы исследования, хотя специалистом в лингвистике отнюдь не был. Тем не менее, позднейшие исследователи отмечали парадоксальную справедливость многих выводов Мёрдока и эффективность предложенной им методики социоантропологической реконструкции.

## Последние годы
В 1960 году в связи с превышением положенного пенсионного возраста, Мёрдок вынужден был оставить работу в Йельском университете. Тем не менее, Эндрю Меллон, профессор социальной антропологии Питтсбургского университета, предложил Мёрдоку работать у него, и Мёрдок с женой переезжает в Питтсбург. В 1962 году Мёрдок открывает раздел «Этнология» в «Международном журнале по культурной и социальной антропологии», издаваемом в университете. Этот авторитетный журнал выходит и по сей день. В Питтсбурге Мёрдок преподавал вплоть до своей отставки в 1973 году, после чего он переехал в Филадельфию, чтобы жить ближе к сыну. Насколько позволяли силы и здоровье, учёный в последние годы продолжал исследования среди индейцев тенайно (штат Орегон), которые начинал ещё в юности. Джордж Питер Мёрдок скончался в Девоне в 1985 году.

## Основные работы
- Murdock, G. P. Correlations of Matrilineal and Patrilineal Institutions. // G. P. Murdock (ed.) Studies in the Science of Society, New Haven: Yale, 1937.
- Murdock, G. P. Social Structure. New York: The MacMillan Company. 1949.
  - На русском языке: Мёрдок Дж. П. Социальная структура. — Москва: ОГИ, 2003. — 606 с.
- Murdock, G. P. Africa: Its peoples and their culture history. New York: McGraw-Hill. 1959.
- Murdock, G. P. Ethnographic Atlas: A Summary. Pittsburgh: The University of Pittsburgh Press. 1967.
- Murdock, G. P.; White, Douglas R (1969). Standard Cross-Cultural Sample // Ethnology 8 (4): 329-69.
- Murdock, G. P. Atlas of World Cultures. Pittsburgh: The University of Pittsburgh Press. 1981.